# Let’s Tap
Let’s Tap (рус. Давай постучим) — компьютерная игра для Wii и iOS. Первая игра разработанная компанией Prope. Выпущена компанией Sega. По словам продюсера Юдзи Наки, в игру могут играть даже пингвины.

## Геймплей
Игра состоит из нескольких мини-игр. Игроку необходимо установить Wii Remote на плоскую поверхность (подойдёт любая коробка или книга) и стучать или легко хлопать коробке. Игрокам необходимо выполнять различные задания вовремя хлопая по коробке одинарным или двойным хлопком.
В трейлере, который выпустила Sega, было показано, что при игре Wii Remote можно положить на пустую коробку из под Wii. В Японии и Европе Sega выпустила игру с раскладывающимся картоном, чтобы игроки смогли использовать его в качестве поверхности. Однако картон не был включен в североамериканскую версию.
Игроки могут сразиться в платформеро-подобной эстафете, музыкальных ритм-играх (аналогичных Guitar Hero), вытаскивании дощечек из пирамиды или заняться совместным творчеством.

## Мини-игры
В игре представлены следующие мини-игры:
- Tap Runner. Игроки соревнуются в гонке вдоль полосы препятствий, где они должны прыгать через пропасти и взбираться по пандусам. В игру могут играть четыре игрока.
- Rhythm Tap. Игроки управляют Wii Remote, чтобы двигаться под музыкальный ритм[2].
- Silent Blocks. Мини-игра с блоками, которая составляет неустойчивую башню. Изменение режима головоломки позволяет игроку принимать решения сколько нужно оставить цветных блоков для того, чтобы они исчезли[6].
- Bubble Voyager. Игроки управляют персонажем, чтобы пройти через лабиринт с плавающими минами. По пути можно собирать звезды. Мини-игра также имеет многопользовательский режим до четырёх игроков[6].
- Visualizer. Игра, в которой игроки управляют контроллером для создания изображений, таких как фейерверк, футуристический городской пейзаж, разбрызгивание краски на холст[2].

## Оценки и мнения
| Сводный рейтинг       | Сводный рейтинг |
| Агрегатор             | Оценка          |
| --------------------- | --------------- |
| GameRankings          | 72,63 %         |
| Metacritic            | 70/100          |
| MobyRank              | 70/100          |
| Иноязычные издания    |                 |
| Издание               | Оценка          |
| 1UP.com               | C+              |
| AllGame               | [ 11 ]          |
| Edge                  | 8/10            |
| Eurogamer             | 8/10            |
| Game Informer         | 5,5/10          |
| GamePro               | [ 15 ]          |
| GameRevolution        | C+              |
| GameSpot              | 7,0/10          |
| GamesRadar+           | 7/10            |
| GameTrailers          | 5,6/10          |
| Nintendo Power        | 70 %            |
| Nintendo World Report | 7/10            |
| ONM                   | 78 %            |
| VideoGamer            | 6/10            |
| GamesMaster           | 80 %            |
| NGamer                | 74 %            |

Let’s Tap получила в целом позитивные отзывы от критиков, получив 70 баллов от сайта-агрегатора Metacritic.
Eurogamer похвалил инновационный метод управления и хорошую разработку мини-игр, и отметил, что это «один из немногих стоящих и интересных сборников мини-игр». N-Europe назвал игру «очень оригинальной и концептуально амбициозной», хваля её доступную схему управления и режимы сетевой игры.